# Царевци (област Търговище)
 За другото българско село вижте Царевци (Област Варна).  
Царевци е село в Североизточна България. То се намира в община Омуртаг, област Търговище.